# Stenospermation majus
Stenospermation majus — вид квіткових рослин із родини кліщинцевих (Araceae), роду Stenospermation. Це витка рослина, рідним ареалом якої є Коста-Рика.